# Horvátország az 1994. évi téli olimpiai játékokon
Horvátország a norvégiai Lillehammerben megrendezett 1994. évi téli olimpiai játékok egyik részt vevő nemzete volt. Az országot az olimpián 2 sportágban 3 sportoló képviselte, akik érmet nem szereztek.

## Alpesisí
Férfi
| Versenyző     | Versenyszám            | 1. futam      | 1. futam      | 2. futam | 2. futam | Összesítés | Összesítés |
| Versenyző     | Versenyszám            | Idő           | Hely.         | Idő      | Hely.    | Idő        | Helyezés   |
| ------------- | ---------------------- | ------------- | ------------- | -------- | -------- | ---------- | ---------- |
| Vedran Pavlek | Műlesiklás             | nem ért célba | nem ért célba | kiesett  | kiesett  | kiesett    | kiesett    |
| Vedran Pavlek | Óriás-műlesiklás       | 1:32,13       | 32.           | 1:26,78  | 27.      | 2:58,91    | 27.        |
| Vedran Pavlek | Szuperóriás-műlesiklás |               |               |          |          | 1:38,51    | 41.        |

## Sífutás
Férfi
| Versenyző      | Versenyszám         | Eredmény  | Helyezés |
| -------------- | ------------------- | --------- | -------- |
| Antonio Rački  | 10 km               | 28:58,6   | 79.      |
| Antonio Rački  | 15 km üldözőverseny | 48:18,8   | 71.      |
| Antonio Rački  | 30 km               | 1:25:42,4 | 62.      |
| Antonio Rački  | 50 km               | 2:23:23,4 | 52.      |
| Siniša Vukonić | 10 km               | 27:17,5   | 56.      |
| Siniša Vukonić | 15 km üldözőverseny | 42:25,3   | 44.      |
| Siniša Vukonić | 30 km               | 1:21:57,2 | 44.      |
| Siniša Vukonić | 50 km               | 2:24:12,6 | 54.      |